# Pier Antonio Quarantotti Gambini
Pier Antonio Quarantotti Gambini (* 23. Februar 1910 in Pisino d’Istria (Mitterburg), Istrien, Österreich-Ungarn, (heute Pazin in Kroatien); † 22. April 1965 in Venedig) war ein italienischer Journalist und Schriftsteller.

## Leben
Quarantotti Gambini („Q.G.“), Sohn des Giovanni Quarantotti und der Fides Histriae Gambini, entstammte väterlicherseits einer Familie aus Rovigno, sein Großvater mütterlicherseits, Pierre Antonio Gambini, war in Parenzo Führer der Italiener im Landtag von Istrien und Abgeordneter im Reichsrat in Wien gewesen. Q.G. wuchs in Capodistria auf. Seine erste literarische Bildung erhielt er dort von Richard Hughes, der sich 1927 in Istrien aufhielt. 1929 traf er in Triest auf Umberto Saba. In Mailand studierte er Rechtswissenschaften und begann 1933 für die Turiner Tageszeitung La Stampa zu schreiben. Ab 1935 folgten einige für ihn schwierige Jahre, da seine Arbeiten nicht angenommen wurden und er daher als Kriegskorrespondent im Italienischen Äthiopienkrieg und dann im Spanischen Bürgerkrieg arbeiten musste. Das Jurastudium schloss er 1937 in Turin ab. Danach hatte er einen Vertrag mit der Schifffahrtsgesellschaft „Italia“ und schrieb Reiseberichte aus der Levante und von zwei Nordamerikafahrten.
Während des Zweiten Weltkriegs hielt er sich 1942 zur Übersetzung des Romans La Rosa rossa beim Verlag Goverts in Hamburg auf, Henry Goverts war allerdings mit dem Roman nicht sonderlich zufrieden. In der Zeit der Italienischen Sozialrepublik zwischen 1943 und 1945 war Q.G. Leiter der Triestiner Stadtbibliothek. 1945 flüchtete er vor den jugoslawischen Partisanen Titos nach Venedig und war dort bis 1949 Leiter des geheimen Rundfunksenders „Radio Venezia Giulia“, mit dem die italienische Bevölkerung in der Internationalen Zone Triest von Italien aus informiert werden sollte. Er selbst trat für ein unabhängiges Istrien ein, aber 1954 wurden im Londoner Übereinkommen die Zonen getrennt. Eine Rückkehr an den Familiensitz in Koper wurde ihm von den Jugoslawen nicht gestattet. Ab Anfang der 1950er Jahre schrieb er für Il Messaggero und Il Tempo.
1948 erhielt er für L'onda dell’incrociatore den Premio letterario Bagutta. 1963 hatte er einen Platz in der Jury des Literaturpreises Premio Campiello. Postum wurde 1998 in Triest die „Biblioteca comunale del popolo Quarantotti Gambini“ nach ihm benannt.

## Schriften
- I Nostri simili, Solaria, Firenze 1932
- La Rosa rossa, Treves, Milano 1937
  - Die rote Rose, Aus d. Ital. übertr. v. Lotte Birnbaum, Hamburg: Goverts Verl. 1943
- L'onda dell'incrociatore, Einaudi, Torino 1947; Les régates de San Francisco bei IMDb (1960),  Regie Claude Autant-Lara
  - Ein Kinderspiel : Roman, Aus dem Ital. von Verena von Koskull, Hamburg : Marebuch-Verl. 2002[3]
  - Hafenballade: Roman, Aus d. Italien. übertr. von Arianna Giachi, München : Langen/Müller 1962
- Primavera a Trieste, Mondadori, Milano 1951
- Amor militare, Mondadori, Milano 1955
- Il Cavallo Tripoli, Mondadori, Milano 1956
- La Calda vita, Mondadori, Milano 1958; La calda vita bei IMDb, Regie Florestano Vancini
  - Heisse Jugend, Aus d. Italien. übertr. von Herberth u. Marly Herlitschka, München ; Wien : Langen/Müller 1963
- Sotto il cielo di Russia, Mondadori, Milano 1963
- I giochi di Norma, Einaudi, Torino 1964
- L’amore di Lupo, Einaudi, Torino 1964
- Luce di Trieste, Eri, Torino 1964
- Racconto d’amore, Mondadori, Milano 1965
- Il vecchio e il giovane, Mondadori, Milano 1965
- La corsa di Falco, Einaudi, Torino 1966
- Le redini bianche, Einaudi, Torino 1967
- I Nobili di Rovigno e delle altre città istriane, diritti e privilegi. Disputazione di storia patria per le Venezie, Venezia 1968
- Al sole e al vento, Edizioni Einaudi 1971